# 山口百恵
山口 百恵（やまぐち ももえ、1959年〈昭和34年〉1月17日 - ）は、日本の元歌手、女優、作詞家で、現在は本名の三浦 百惠（みうら ももえ）名義でフリーランスのキルト作家として活動。旧姓：山口。芸能活動時の所属事務所はホリプロダクションで、レコード会社はCBS・ソニーレコードに所属していた。
1970年代の日本を代表するアイドル（芸能人）の1人。歌手時代にはペンネームの横須賀 恵（よこすか けい）名義で自曲の作詞を行った。芸能界引退後には、三浦 百恵名義で他の歌手へ作詞を提供した。夫は俳優の三浦友和、長男はシンガーソングライター・俳優の三浦祐太朗、次男は俳優の三浦貴大。長男の妻は声優・歌手の牧野由依。
以下、氏名の表記は特記を除き「百恵」で統一する。

## 略歴

### 生い立ち
東京都渋谷区恵比寿の東京都立広尾病院で生まれた。横須賀市立鶴久保小学校卒業。横須賀市立不入斗中学校時代に、テレビ番組「スター誕生!」に出場。日出女子学園高等学校卒業。
父親には別の家庭があり、子供もいた。戸籍には「認知」の2文字が置かれていた。百恵がこの事実を知ったのは、高校へ入学してすぐだった。既に芸能界入りしており、週刊誌が戸籍謄本を「出生の秘密」と題して掲載した。百恵は父について「私には、父はいない。一つの肉体としてのあの人が地球上に存在していたとしても、私はあの人の存在そのものを否定する。」（『蒼い時』）と記している。幼少時を神奈川県横浜市瀬谷区、4歳のときから中学生でデビューするまで同県横須賀市で過ごした。世帯数4世帯の木造アパートの2階が住居で風呂は共同風呂であった。父が来るときは、常に大きな黒い鞄を持ってやってきて滞在した。父は異常なまでに百恵を可愛がり、欲しいものは何でも買い与え、何処でも行きたい場所に連れて行った。しかし、金銭を浪費し、母が何度も裏切られる場面を目にし、母が内職で生活を支えた。母は、高校の入学金の工面を父に相談したが、受け入れられなかったことから、子供を差別した理由で父との別離を決心した。中学校の入学直前の春には、父が目の前に立ちはだかり、「中学に入ったからといって、ボーイフレンドとか何とか言って、男と腕でも組んで歩いたりしたらぶっ殺すからな」と言われる。この時の、娘を娘としてでなく自分の所有する女を見る動物的かつ不潔な視線が百恵を父から隔絶した。

### 芸能界デビュー
1972年12月、オーディション番組『スター誕生!』（日本テレビ）で、牧葉ユミの「回転木馬」を歌い準優勝20社から指名を受ける。百恵はこのとき「発表を聞く前に、私は歌手になれることをはっきり確信していた」。同番組への応募のきっかけは、同い年の森昌子がテレビで活躍しているのを見て「自分も森昌子さんのようになりたい」と思ったことだった。この決戦大会出場時の映像は現存していない。のちに「花の中三トリオ」を組むことになる桜田淳子も、同年に同じ『スター誕生!』で牧葉ユミの曲「見知らぬ世界」を歌って合格していた。
その後、ホリプロダクションとCBS・ソニーレコードに所属が決まった。
1973年4月14日、映画『としごろ』に出演し、5月21日に同名の曲でアイドル歌手としてもデビュー。森昌子・桜田淳子と共に「花の中三トリオ」と呼ばれた。デビューのキャッチコピーは「大きなソニー、大きな新人」。1973年5月20日、デビュー曲の発売される前日にさいか屋横須賀店の屋上にあるステージで、地元でのお披露目として、デビュー曲「としごろ」を歌う。「としごろ」は、スタッフの期待以下のセールスに止まったため、第2弾の「青い果実」ではイメージチェンジを図り、大胆な歌詞を歌わせる路線を取った。それは1974年の「ひと夏の経験」の大ヒットで大きく花咲くこととなった。これらは「青い性路線」（「性典ソング」）、「意味シン・ソング」などと呼ばれ、年端のいかない少女が性行為を連想させる際どい内容を歌う、この「青い性」路線で百恵は絶大な人気を獲得することになる。
「ひと夏の経験」を歌っていた時期のインタビューでは「女の子の一番大切なものって何だと思いますか」とたいてい質問されたが、百恵は全て「まごころ」で通していた。歌詞の内容は際どかったが、辺見マリや夏木マリ、あるいは1970年代に復活した山本リンダなどのセクシー路線の歌手と違い、百恵は年齢が低くビジュアル面では純朴な少女のイメージだった。歌とビジュアルのギャップ、それに伴うある種の背徳感が、百恵の人気を独特なものにしていったと言われる。これは百恵の芸能人としての資質によるだけではなく、所属事務所やレコード会社による周到なイメージ戦略の賜物でもあった。CBS・ソニーのプロデューサー酒井政利は「青い果実」をリリースする際、作詞家の千家和也に対して「より過激な表現」を求めつつ、「中学生にこんな歌詞を歌わせていいのか」と自問したものの、「ストレートに表現することも一つの行き方だ」と思い直した。その後、千家・都倉コンビが作った楽曲は45曲に及ぶ。
小西良太郎は「大人たちに言わせれば、いたいけな中学生が、口にするだけでもドキドキしそうな歌を歌う。けしからん！もってのほかだが、少々うすぐったい。天地真理やアグネス・チャンらの、そぞろ恋を恋する季節の歌が、年相応に明るくて、健康的で、ほほえましかった。ところが、そんな優等生型ニコニコポーズに飽きがきたところで、見回したら、百恵の青いセクシーさが、急に説得力を持ってきた」などと評した。
同曲が大ヒットした1974年には文芸作品の名作『伊豆の踊子』に主演し、演技でも評価を得る。この映画で共演した相手役の三浦友和とはグリコプリッツの広告でこの年の夏に共演済であった。『伊豆の踊子』は一般公募で相手役を募集したが、このグリコ広告を観た『伊豆の踊子』の監督・西河克己が最終選考の中に三浦の書類を入れたと言われている。三浦とはその後もテレビドラマや広告でも共演して共に絶大な人気を博し、2人は「ゴールデンコンビ」と呼ばれた。
百恵の映画初出演はレコードデビュー前にホリプロが制作した『としごろ』(和田アキ子、森昌子主演)で、新人の顔見せとしての出演だったが、『伊豆の踊子』以降、映画13作で主演。そのうち12作は三浦との共演である。「映画に関するかぎり製作者は彼女をリメイク女優以上に認識していなかった。にもかかわらず西河は『霧の旗』で、驚異的なまでのファム・ファタールぶりを彼女に演じさせた」。1978年にはファンからの声の大きかった初のオリジナル作品『ふりむけば愛』がコンビ出演のグリコ広告を撮り続けていた大林宣彦監督の演出で製作された。サンフランシスコロケを行った本作あたりから、週刊誌等、マスメディアが「二人はかなり親密な仲」などと書き立てるようになった。1979年にコンビ主演10作品記念としてオリジナル作品『ホワイト・ラブ』が小谷承靖監督で製作された。これらの映画は東宝配給ながらすべて日活撮影所で製作され、監督やカメラマンも西河ら日活出身者が大部分を占めることもあり、往年の日活青春映画、文芸映画の後継的な意味合いも持っている。東宝の監督である小谷や河崎義祐が担当した場合も、最後の引退記念作品『古都』も日活製作で、東宝からカメラマンの長谷川清ら数名のスタッフを連れて20年ぶり（発足の最初期に短期間在籍）に日活撮影所へ乗り込んだ市川崑監督は、馴染みの薄いスタッフを粘りに粘って叱咤し引退作を撮影した。市川は以前に何度か自分の作品に百恵の出演を依頼していたが、ホリプロサイドから断られており、この最後の作品で監督を務める喜びを制作記者会見で語っている。三浦との「ゴールデンコンビ」は「モモトモ映画」とも呼ばれ、共演作12本は1本平均200万人を動員し、120億円を稼いだ。
テレビドラマでの初レギュラー出演は1973年10月スタート、大映テレビ制作TBS系の「顔で笑って」。この作品で宇津井健との親子役が始まり、以降宇津井健を公私共に「お父さん」と慕った。1974年10月からはTBSのテレビドラマ『赤いシリーズ』（いわゆる大映ドラマ）に主演し、『赤い疑惑』『赤い衝撃』では三浦友和と共演。高い人気を集め、シリーズは6年にも及び、百恵のレギュラー出演作品は『赤い絆』引退記念作品の『赤い死線』まで6作品にもなった人気ドラマとなる。
1976年リリースのシングル『横須賀ストーリー』から阿木燿子・宇崎竜童夫妻の作品を歌って新境地を開いた。実際はそれ以前にも、『横須賀ストーリー』の2か月前に発売されたオリジナル・アルバム『17才のテーマ』に収録の「木洩れ日」「碧色の瞳」「幸福の実感」の3曲で宇崎夫妻の提供曲を歌っている。その後、宇崎夫妻の提供曲はシングル、アルバムを合わせると69曲に及んだ。宇崎夫妻が手掛けた作品は大ヒットの連続で、百恵の世界を決定的に形作った。この2人を作家として指名したのは周囲のスタッフではなく百恵本人だった。
1977年に日本武道館で行われた第6回東京音楽祭（TBSテレビ・ラジオ）で外国人アーティストが多数出演・受賞する中、日本人歌手として楽曲「夢先案内人」で銅賞を受賞した。
1978年の『第29回NHK紅白歌合戦』（NHK総合・ラジオ第1、#NHK紅白歌合戦出場歴参照）で紅組トリを務める。白組の沢田研二と共にポップス歌手のトリは番組初のことで、10代の歌手が紅白のトリとなったのも百恵が初で、最年少記録は破られていない。ホリプロが東京都目黒区に建てた自社ビルは、百恵の成功によるところが大きいことから「百恵ビル」と呼ばれることもある。
1979年には、評論家の平岡正明が『山口百恵は菩薩である』を著すなど、多くの文化人に「現代を象徴するスター」として語られた。写真家の篠山紀信は百恵のデビュー当時から被写体として何万枚も撮り続けたが、たびたび印象的な写真を発表して注目を集めた。1970年代に篠山が最も多く撮影した女性は百恵であるが、篠山は「それは時代が山口百恵を必要としていたから」として、百恵を「時代と寝た女」と評した。
年代別プロマイド（ブロマイド）売上では、1974年 - 1980年のベスト10にランクインし、特に1976年は女性1位となった。
人気作詞家だった阿久悠は『スター誕生!』の審査委員長を務めていたが、同番組出身である百恵のソロ楽曲には作品を一切提供していなかった。その理由のひとつとして「当時は桜田淳子に（詞を）書いていたから、同系統の歌手には書かないことにしていた」と阿久自身は述べている。2008年に日本テレビ系で放送されたドラマ『ヒットメーカー 阿久悠物語』では、『スター誕生!』のテレビ予選で百恵に対して阿久が「青春ドラマの妹役のようなものならいいけれど、歌は諦めた方がいいかもしれない」と評したことで、「そのことに傷ついた百恵は作品の提供を阿久に求めなかった」と脚色されているが、あくまでもドラマ上での脚色で、阿久自身は著書『夢を食った男たち』で、前述のオーディションでのエピソードについて記した上で、自身も百恵のファンであることと、百恵の魅力についても倉本聰との対談を差し挟んで語っている。

### 婚約、芸能活動を完全引退
1979年10月20日に大阪厚生年金会館のリサイタルで「私が好きな人は、三浦友和さんです」と、三浦との恋人宣言を突如発表する。その後三浦も記者会見で「結婚を前提にして付き合っています」と語った。
1980年3月7日に三浦との婚約発表と同時に、「我が儘な…生き方を私は選びました。（中略）お仕事は全面的に、引退させて頂きます」と芸能界引退を公表する。その一方で、迫り来る引退を視野に入れた形でのレコードのリリースや公演の予定を発表。1975年のザ・ピーナッツで始まり、1978年に解散のキャンディーズで定着した引退記念興行が大々的に展開されることになった。
引退直前の同年9月に刊行された自叙伝『蒼い時』は、複雑な生い立ち、芸能人としての生活の裏面に加え、恋愛や三浦との初体験についても赤裸々につづられており、発売から1か月で100万部を超え、12月までに200万部を超える大ベストセラーになった。巻末のあとがきには百恵自身の万年筆による手書き原稿が印刷されている。同書の仕掛け人である出版プロデューサーの残間里江子にも注目が集まった。写真撮影は立木義浩。引退後の1981年に文庫化されている。
1980年10月5日に日本武道館で開催されたファイナルコンサートは、当日にTBSで生放送され、案内役は『ザ・ベストテン』の司会者である久米宏が担当した。会場に殺到したファンに対して「本当に…私のわがまま、許してくれてありがとう。幸せになります」とメッセージを言い残し、最後の歌唱曲となった「さよならの向う側」で堪えきれずに、涙がこぼれても拭わずぽたぽた落としながらの絶唱と成った。歌唱終了後、ファンに深々と一礼をした百恵は、マイクをステージの中央に置き、静かに舞台裏へと歩んで立ち去った。この「最後にマイクを置く」演出は振付担当の西条満の考案で、今では伝説的なアクションとして語り継がれ、さまざまな番組などで真似されている。
ファイナルコンサート翌日の10月6日に、『夜のヒットスタジオ』（フジテレビ）で引退特集番組が放送された。司会者の芳村真理・井上順のほか、百恵と同じホリプロ所属の先輩だった和田アキ子、中三トリオの桜田淳子と森昌子、女性歌手仲間として仲が良かったアン・ルイス・岩崎宏美・太田裕美・小柳ルミ子・高田みづえ・ピンク・レディー、男性歌手では「新御三家」の郷ひろみ・西城秀樹・野口五郎などが、百恵の最後の雄姿を見守った。そのほかにも、番組のフィナーレ前には五木ひろし・研ナオコ・沢田研二ら歌手仲間が登場、特にジュディ・オングから花束を受け取る際に百恵は感極まって涙を見せた。漫才コンビの青空球児・好児、プロデューサーの酒井政利やディレクターの川瀬泰雄など仕事仲間の大勢も駆け付けた。この放送は後に『山口百恵 in 夜のヒットスタジオ』として2010年6月30日にDVDが発売されている。百恵と親しい間柄でもあった芳村はこの回の放送について、「いつもはスタッフ達の怒声も飛び交い、賑やかなスタジオであるはずが、この時はとても静かで、感動的だった」「番組の放送が終わった後も、皆去るのが辛く、VTRも回しっぱなしでお別れ会が続いた」と放送時のスタジオの様子を語っている。
現役歌手として最後のテレビ生番組出演は、10月13日放送の『山口百恵スペシャル ザ・ラスト・ソング』である。日本テレビ『NTV紅白歌のベストテン』の特別番組として放映された。この時の百恵は一切涙は流さずに、観客に向って終始清々しい笑顔を振り撒いていた。
正式な芸能活動の完全引退は、10月15日のホリプロ20周年記念式典で、その時に歌った曲は「いい日旅立ち」である。式典の後同ホテル内において午後8時半過ぎに引退記者会見が開かれたが、記者の多さから開始直後に、前列にいた100名近いスチール用カメラマンと後方のビデオカメラマンとの間で揉める場面もあり、中断しかねない状態となった。この会見はこの当日放送された『水曜スペシャル特番 山口百恵 今夜 旅立ち!』（テレビ朝日）で番組の終わりに一部生放送され、これが芸能人として事実上最後のテレビ生出演となった。
引退時は21歳（22歳の誕生日の約3か月前）で、芸能人としての活動はわずか7年半ほどだった。引退までにシングルは31作の累計で1,142万枚、1970年代に最もレコードを売り上げた歌手であった。
オリコンシングルチャートにおいて、1973年6月4日付でデビューシングルの「としごろ」が75位に初登場してから1981年3月2日付で32枚目のシングルの「一恵」が96位にランクインするまで、405週連続で100位以内にチャートインし続けた。オリコンアルバムチャート（レコードのみ）において、引退後の1989年時点でアーティスト別セールス13位（251万枚）、TOP10総登場週数16位、TOP100総登場週数11位、と70年代アイドル歌手（男女共に）では最も上位にランキングされている。
現役時代にはホリプロとの確執があり、『蒼い時』でも意見の相違により社長の堀威夫と衝突があったと振り返っている。当時の制作部長であった小田信吾とともに独立するつもりであったが、ホリプロ側が小田を説得して独立を阻んだため引退を決意したとの見解もある。もし独立が成功していれば三浦との結婚がなかったかもしれず、女優としてその後も活躍していた可能性があったとの見方もある。

### 結婚
結婚式は1980年11月19日に、東京都港区赤坂の霊南坂教会にて飯清が牧師を務め、披露宴は東京プリンスホテル・鳳凰の間で招待客1,800人が出席して行われた。仲人は宇津井健夫妻で、友和側の主賓は東宝社長の松岡功（息子は松岡修造）、百恵側の主賓はCBSソニー会長の大賀典雄がそれぞれ務め、百恵の父親代わりはホリプロ社長の堀威夫が務めた。披露宴の司会はメインが岡田真澄、サブが徳光和夫（当時日本テレビアナウンサー）であった。

### 引退後
引退後もマスコミやファンから関心が高いが、一貫して芸能界と距離を取り原則としてマスメディアに出演しない。長男出産後の記者会見に三浦とともに出席したほか、『3時のあなた』（フジテレビ）から取材を受け、その模様が同番組で放映されたことがある。作詞家として作品を提供したことがあり、1982年にアン・ルイスに提供した「ラ・セゾン」がヒットしている。
引退直後の1980年の『第31回NHK紅白歌合戦』では「人気アンケート」で4位だったため番組側は出演交渉を行ったが、本人からは「既に引退しましたので辞退します」との回答があり出場はなかった。2000年の『第51回NHK紅白歌合戦』、2005年の『第56回NHK紅白歌合戦』でも番組側は出演交渉を行ったが出演しなかった。
家庭に入ってからは2人の息子をもうけた。2人が小学校に在学中だった1994年、テレビドラマ『スウィート・ホーム』（TBS）について「内容が事実と異なり、保護者に対する誤解を与えるため、内容の訂正と『お受験』という言葉の使用中止を求める」趣旨の嘆願書が、小学校受験を行った保護者たちからTBSに送られた際には署名者の1人となっている。それまでほとんど使われなかった「お受験」の語は、このドラマがきっかけで流行語になった。（小学校受験#批判も参照）。
1987年頃から独学でキルト製作を始め、のちにキルト作家の鷲沢玲子に師事して作品を作り続けている。作品が「東京国際キルトフェスティバル」等の展示会に出品されることもあり、2019年には日本ヴォーグ社から三浦百恵名義でキルト作品集『時間の花束 Bouquet du temps』を出版し、39年ぶりの著書となった。
自宅に不審者が押し入る事件も発生したが、大事もなく解決している。夫の三浦によれば、プライバシーが脅かされる生活に対し、百恵は「私は、これ以上芸能界にいたことを後悔したくない」と漏らした。長男の通園に備えて自動車教習所に通い始めた頃には、教習所の周りを百恵を狙ったカメラマンが囲んだため苦悩した。夫が人権擁護局に対応を求めた翌日は、同局の注意喚起によりカメラマンは一人も来なくなった。しかし長男の入園式に際して同局に対応を要請した際は担当者に断られ、マスコミが自宅や幼稚園を取り囲む取材攻勢の中で強行突破を強いられ、車内の子供が強引にレンズを向けられて怯える騒ぎとなった。あまりの横暴に百恵は激怒し、車を降りてカメラマンを平手打ちした。この出来事は翌週の週刊誌各紙に掲載された。
節目ごとに多くのベスト・アルバムが発売されている。デビュー30周年にあたる2003年には、未発表曲1曲を含む24枚組CD-BOX『MOMOE PREMIUM』が発売され、このヒットによりブームが再燃した。
1980年のシングル『謝肉祭』は、歌詞の中で連呼する「ジプシー」は差別用語として、1990年代後半以降はレコード会社が発売を自粛した。このためベスト盤CDやファイナルコンサートのDVD『伝説から神話へ -BUDOKAN…AT LAST-』も不完全な形で発売された。しかし2005年5月25日発売の『コンプリート百恵回帰』（全曲新アレンジで構成）に収録されたのをきっかけに、2006年1月18日発売のライブCD-BOX『MOMOE LIVE PREMIUM』に納められたファイナルコンサートのCD及びDVDは「謝肉祭」を含むノーカット版が収録された。当時のシングル・バージョンも2007年7月20日発売の廉価版CD『山口百恵ベスト・コレクション VOL.2』に収録され、9月30日に『MOMOE PREMIUM』の改訂盤として通信販売限定で発売された『Complete MOMOE PREMIUM』および『MOMOE PREMIUM update』にも収録され完全復活を果たした。
引退25年・ホリプロ創立45年にあたる2005年、百恵の楽曲を使用したトリビュート・ミュージカル『プレイバックPart2〜屋上の天使』が上演された。
2020年6月、『女子SPA!』は同ウェブサイト上で、「去り際（引退）がいさぎよかった女性5選」の1人として百恵を選出して掲載した。

### ストリーミング配信
引退から40年を迎えた2020年5月29日、音楽サブスクリプションサービス上で、600曲以上の楽曲のストリーミング配信を開始した。

## エピソード
- 郷ひろみは「アイドル時代にマネージャーや周囲の目を盗み、山口百恵に電話番号を渡したが相手にされなかった」と語っている。
- 西城秀樹は「山口百恵ちゃんが僕のこと好きだったんだよ。ラブレターをもらった」とテリー伊藤に語っている。
- 同じ横須賀市出身のシンガーソングライター・渡辺真知子と親交があり、百恵の結婚式に渡辺も出席している。
- 新婚当時は友人をよく自宅に招いた[28]。招待されたのは桜田淳子、岩崎宏美、アン・ルイス・桑名正博夫妻、江藤潤夫妻など[28]。
- お笑い番組が大好きで、新婚当時も『THE MANZAI』や『お笑いスター誕生!!』などをビデオで録画し、夫婦で何度も見ていた[29]。百恵の引退と漫才ブームの勃興は同時期に当たるが、漫才ブーム時はB&Bの大ファンで[28]、引退前はB&Bの名誉会員だった[28]。これを知ったB&Bの島田洋七が「百恵さんに歌ってもらいたい」と作詞をし、本人に歌唱を頼むつもりでいたが[28]百恵が引退してしまい、商魂逞しいトリオレコードがこれに目を付け[28]、作詞を洋七、作曲を森田公一に頼み、百恵に似た声を持つ歌手を探して歌入れし、1982年1月に歌・MOMOE名義でレコード「恋愛専科」をリリースした[28]。レコードチラシには「数々のヒット曲を世に残して去って行ったモモエ、遂に彼女の未発表曲が発見された！！あの懐かしい歌声が再び甦る！」などと書かれた引っ掛け商法で[28]、声もそっくりで百恵と信じて買った人もいたといわれる[28]。夫の友和とともにダウンタウンのファンであることを、長男・祐太朗がPeaky SALTとして2009年8月31日に放送されたダウンタウンが司会を務める『HEY!HEY!HEY! MUSIC CHAMP』（フジテレビ）に出演した際に述べている[注釈 1]。
- 長男・祐太朗の妻である牧野由依とはメッセージアプリで友達である。2022年3月に息子夫婦に子供(百恵にとって初孫)が生まれた[30]。
- 映画監督の市川崑は、役者としての山口百恵を高く評価しており、山口が引退した後の書籍取材の中で「役柄が幅広く、それでいて奥行き深く、女優さんとして大成するんじゃないかと思っていました」「一緒に仕事をしてみると僕の想像以上でしたね。作品に対する姿勢もキチンとしていたし、表現力も完璧で、100点満点でした」と述べている[31]。
- ももいろクローバーZのファン（モノノフ）であることを長男・祐太朗が2024年6月17日に『しおこうじ玉井詩織×坂崎幸之助のお台場フォーク村NEXT』に生出演した[32]際に述べている[33][34]。

## 音楽
※最高位はオリコン調べ
※アルバム項目の*印欄はカセット未発売

### シングル
| 枚 | 発売日         | タイトル                 | 最高順位 | 売上枚数 | 規格品番  | 収録アルバム              |
| -- | -------------- | ------------------------ | -------- | -------- | --------- | ------------------------- |
| 1  | 1973年5月21日  | としごろ                 | 37       | 6.7万枚  | SOLB-29   | としごろ                  |
| 2  | 1973年9月1日   | 青い果実                 | 9        | 19.6万枚 | SOLB-68   | 青い果実/禁じられた遊び   |
| 3  | 1973年11月21日 | 禁じられた遊び           | 12       | 17.6万枚 | SOLB-89   | 青い果実/禁じられた遊び   |
| 4  | 1974年3月1日   | 春風のいたずら           | 11       | 16.1万枚 | SOLB-116  | 15歳のテーマ 百恵の季節   |
| 5  | 1974年6月1日   | ひと夏の経験             | 3        | 44.6万枚 | SOLB-144  | 15歳のテーマ ひと夏の経験 |
| 6  | 1974年9月1日   | ちっぽけな感傷           | 3        | 43.2万枚 | SOLB-172  | 15才                      |
| 7  | 1974年12月10日 | 冬の色                   | 1        | 52.9万枚 | SOLB-197  | 16才のテーマ              |
| 8  | 1975年3月21日  | 湖の決心                 | 5        | 24.9万枚 | SOLB-229  | 16才のテーマ              |
| 9  | 1975年6月10日  | 夏ひらく青春             | 4        | 32.9万枚 | SOLB-280  | ささやかな欲望            |
| 10 | 1975年9月21日  | ささやかな欲望           | 5        | 32.6万枚 | SOLB-319  | ささやかな欲望            |
| 11 | 1975年12月21日 | 白い約束                 | 2        | 35万枚   | SOLB-353  | 17才のテーマ              |
| 12 | 1976年3月21日  | 愛に走って               | 2        | 46.5万枚 | SOLB-401  | 17才のテーマ              |
| 13 | 1976年6月21日  | 横須賀ストーリー         | 1        | 66万枚   | 06SH-15   | 横須賀ストーリー          |
| 14 | 1976年9月21日  | パールカラーにゆれて     | 1        | 47万枚   | 06SH-62   | パールカラーにゆれて      |
| 15 | 1976年11月21日 | 赤い衝撃                 | 3        | 50.4万枚 | 06SH-90   | パールカラーにゆれて      |
| 16 | 1977年1月21日  | 初恋草紙                 | 4        | 24.1万枚 | 06SH-108  | 山口百恵                  |
| 17 | 1977年4月1日   | 夢先案内人               | 1        | 46.8万枚 | 06SH-140  | 山口百恵                  |
| 18 | 1977年7月1日   | イミテイション・ゴールド | 2        | 48.4万枚 | 06SH-182  | GOLDEN FLIGHT             |
| 19 | 1977年10月1日  | 秋桜                     | 3        | 46万枚   | 06SH-218  | 花ざかり                  |
| 20 | 1977年12月21日 | 赤い絆                   | 5        | 21.5万枚 | 06SH-250  | THE BEST プレイバック     |
| 21 | 1978年2月1日   | 乙女座 宮                | 4        | 31.4万枚 | 06SH-257  | COSMOS（宇宙）            |
| 22 | 1978年5月1日   | プレイバックPart2        | 2        | 50.8万枚 | 06SH-331  | ドラマチック              |
| 23 | 1978年8月21日  | 絶体絶命                 | 3        | 37.6万枚 | 06SH-370  | ドラマチック              |
| 24 | 1978年11月21日 | いい日旅立ち             | 3        | 53.6万枚 | 06SH-418  | 曼珠沙華                  |
| 25 | 1979年3月1日   | 美・サイレント           | 4        | 32.9万枚 | 06SH-467  | A Face in a Vision        |
| 26 | 1979年6月1日   | 愛の嵐                   | 5        | 32.8万枚 | 06SH-529  | 春告鳥                    |
| 27 | 1979年9月1日   | しなやかに歌って         | 8        | 27.1万枚 | 06SH-579  | 春告鳥                    |
| 28 | 1979年12月21日 | 愛染橋                   | 10       | 22.1万枚 | 06SH-682  | 春告鳥                    |
| 29 | 1980年3月21日  | 謝肉祭                   | 4        | 28.6万枚 | 06SH-730  | Star Legend 百恵伝説      |
| 30 | 1980年5月21日  | ロックンロール・ウィドウ | 3        | 33.6万枚 | 06SH-772  | メビウス・ゲーム          |
| 31 | 1980年8月21日  | さよならの向う側         | 4        | 37.9万枚 | 06SH-834  | 不死鳥伝説                |
| 32 | 1980年11月19日 | 一恵                     | 2        | 27.7万枚 | 06SH-894  | N/A                       |
| 33 | 1994年4月21日  | 惜春通り                 | 34       | 3.1万枚  | SRDL-3839 | 惜春 譜                   |

### オリジナル・アルバム
| 枚 | タイトル                  | 発売日         | 最高位 | 売上枚数 | 規格品番                                            |
| -- | ------------------------- | -------------- | ------ | -------- | --------------------------------------------------- |
| 1  | としごろ                  | 1973年8月21日  | 55     | 1.2万枚  | SOLJ-80                                             |
| 2  | 青い果実／禁じられた遊び  | 1973年12月21日 | 26     | 4.1万枚  | SOLL-57                                             |
| 3  | 15歳のテーマ 百恵の季節   | 1974年4月21日  | 7      | 5.3万枚  | SOLL-65                                             |
| 4  | 15歳のテーマ ひと夏の経験 | 1974年8月1日   | 3      | 7.8万枚  | SOLL-75                                             |
| 5  | 15才                      | 1974年12月10日 | 8      | 5.6万枚  | SOLL-114                                            |
| 6  | 16才のテーマ              | 1975年5月1日   | 3      | 6.7万枚  | SOLL-141（LP） SZLH-36（8トラック） SKLB-47（CT）   |
| 7  | ささやかな欲望            | 1975年12月5日  | 15     | 4.7万枚  | SOLL-195                                            |
| 8  | 17才のテーマ              | 1976年4月21日  | 2      | 7.7万枚  | SOLL-213                                            |
| 9  | 横須賀ストーリー          | 1976年8月1日   | 3      | 7.3万枚  | 25AH-48（LP） 28YH-33（8トラック） 24KH-33（CT）    |
| 10 | パールカラーにゆれて      | 1976年12月5日  | 6      | 5.4万枚  | 25AH-124（LP） 28YH-87（8トラック） 24KH-87（CT）   |
| 11 | 百恵白書                  | 1977年5月21日  | 3      | 6.4万枚  | 25AH-199（LP） 28YH-137（8トラック） 25KH-137（CT） |
| 12 | GOLDEN FLIGHT             | 1977年8月21日  | 3      | 5.6万枚  | 25AH-250（LP） 28YH-179（8トラック） 25KH-179（CT） |
| 13 | 花ざかり                  | 1977年12月5日  | 7      | 5.6万枚  | 25AH-371（LP） 28YH-234（8トラック） 25KH-234（CT） |
| 14 | COSMOS（宇宙）            | 1978年5月1日   | 8      | 4.3万枚  | 25AH-424（LP） 25KH-295（CT）                       |
| 15 | ドラマチック              | 1978年9月1日   | 6      | 10.3万枚 | 25AH-550（LP） 25KH-390（CT）                       |
| 16 | 曼珠沙華                  | 1978年12月21日 | 7      | 13.4万枚 | 25AH-662（LP） 25KH-460（CT）                       |
| 17 | A Face in a Vision        | 1979年4月1日   | 3      | 8万枚    | 25AH-673（LP） 25KH-477（CT）                       |
| 18 | L.A. Blue                 | 1979年7月21日  | 2      | 8.7万枚  | 25AH-769（LP） 25KH-573（CT）                       |
| 19 | 春告鳥                    | 1980年2月1日   | 5      | 9.4万枚  | 25AH-928（LP） 25KH-711（CT）                       |
| 20 | メビウス・ゲーム          | 1980年5月21日  | 5      | 8万枚    | 25AH-974（LP） 25KH-749（CT）                       |
| 21 | 不死鳥伝説                | 1980年8月21日  | 6      | 9.2万枚  | 38AH-1039/40（LP） 38KH-846（CT）                   |
| 22 | This is my trial          | 1980年10月21日 | 4      | 8.6万枚  | 27AH-1112（LP） 27KH-860（CT）                      |

テープのみの企画盤
| 枚 | タイトル                        | 発売日         | 最高位 | 規格品番                           | 備考                                                                                          |
| -- | ------------------------------- | -------------- | ------ | ---------------------------------- | --------------------------------------------------------------------------------------------- |
| 1  | 青い果実・禁じられた遊び        | 1973年12月5日  | N/A    | SZLF-35（8トラック） SKLD-10（CT） | 「としごろ」と表題シングルのA面・B面6曲に、LP『としごろ』より6曲の全12曲                      |
| 2  | 春風のいたずら                  | 1974年3月21日  | N/A    | SZLH-6（8トラック） SKLB-10（CT）  | 表題シングルのA面・B面、LP『青い果実／禁じられた遊び』より9曲、 LP『としごろ』より1曲の全12曲 |
| 3  | ちっぽけな感傷・ひと夏の経験    | 1974年9月1日   | 13     | SZLH-14（8トラック） SKLB-17（CT） | 表題シングルのA面・B面、LP『15歳のテーマ ひと夏の経験』より8曲の全12曲                        |
| 4  | CT 『ささやかな欲望／白い約束』 | 1975年12月21日 | 9      | SZLH-49（8トラック） SKLB-76（CT） | LP『ささやかな欲望』に「白い約束」を加え、「ありがとう あなた」をカット                       |

### ベスト・アルバム
| 枚 | タイトル                                                        | 発売日         | 最高位 | 規格品番                                    |
| -- | --------------------------------------------------------------- | -------------- | ------ | ------------------------------------------- |
| 1  | 山口百恵ヒット全曲集 -1974年版-                                 | 1974年11月1日  | 6      | SOLL-107                                    |
| 2  | DELUXE SERIES 山口百恵デラックス                                | 1975年6月1日   | 21     | SOLI-56/7                                   |
| 3  | Best Hits 山口百恵ヒット全曲集                                  | 1975年11月1日  | 10     | SOLL-170                                    |
| 4  | Best of Best 山口百恵のすべて                                   | 1976年6月1日   | 26     | 38AH-9/10                                   |
| 5  | Best Hits 山口百恵ヒット全曲集                                  | 1976年11月1日  | 7      | 25AH-81                                     |
| 6  | 山口百恵                                                        | 1977年6月21日  | 15     | 38AH-217/8                                  |
| 7  | THE BEST 山口百恵 -百恵物語-                                    | 1977年11月1日  | 12     | 25AH-301                                    |
| 8  | THE BEST プレイバック                                           | 1978年6月21日  | 3      | 25AH-521                                    |
| 9  | THE BEST 山口百恵                                               | 1978年11月1日  | 9      | 38AH-591/2                                  |
| 10 | ザ・ベスト 山口百恵                                             | 1979年6月21日  | 8      | 25AH-744                                    |
| 11 | THE BEST 山口百恵                                               | 1979年11月1日  | 22     | 40AH-831/2                                  |
| 12 | Star Legend 百恵伝説                                            | 1980年7月21日  | 3      | 00AH-1021/5                                 |
| 13 | 歌い継がれてゆく歌のように '73〜'77                             | 1980年12月21日 | 60     | 40AH-1167/8                                 |
| 13 | 歌い継がれてゆく歌のように '78〜'80                             | 1980年12月21日 | 44     | 40AH-1169/70                                |
| 14 | THE BEST Again 百恵                                             | 1981年11月1日  | -      | 28AH-1342                                   |
| 15 | Again 百恵 あなたへの子守唄                                     | 1982年7月1日   | 13     | 28AH-1435 30AH-1222                         |
| 16 | PLAYBACK MOMOE 1973-1982                                        | 1982年11月21日 | -      | 60AH-1486/8                                 |
| 17 | 33 SINGLES MOMOE                                                | 1983年11月21日 | -      | 60DH-51                                     |
| 18 | 3650 Momoe 百惠十年                                             | 1983年12月21日 | -      | 60AH-1683/5                                 |
| 19 | 山口百恵ベスト・コレクション                                    | 1985年4月21日  | -      |                                             |
| 20 | 百恵復活                                                        | 1992年2月21日  | 12     | SRCL-2311/2                                 |
| 21 | 百恵回帰                                                        | 1992年11月21日 | 49     | SRCL-2512                                   |
| 22 | 歌い継がれてゆく歌のように -百恵回帰II-                         | 1993年1月21日  | 82     | SRCL-2558                                   |
| 23 | 百恵・アクトレス伝説                                            | 1993年10月1日  | -      | SRCL-2742                                   |
| 24 | 惜春 譜                                                         | 1994年7月21日  | 60     | SRCL-2955                                   |
| 25 | 百恵クライマックス                                              | 1994年12月1日  | -      | SRCL-3110/1                                 |
| 26 | 山口百惠ベスト・コレクション〜横須賀ストーリー〜                | 1995年2月1日   | -      |                                             |
| 27 | 百惠辞典                                                        | 1995年8月2日   | 73     | SRCL-3281/3                                 |
| 28 | 山口百惠ベスト・コレクションII 〜いい日旅立ち〜                 | 1995年9月1日   | -      |                                             |
| 29 | ベスト・セレクション Vol.1                                      | 1997年7月21日  | -      | SRCL-3989                                   |
| 30 | ベスト・セレクション Vol.2                                      | 1997年7月21日  | -      | SRCL-3990                                   |
| 31 | GOLDEN J-POP／THE BEST 山口百惠                                 | 1997年11月21日 | 243    | SRCL-4117/8                                 |
| 32 | 2000 BEST 山口百恵 ベスト・コレクション                         | 2000年6月21日  | 202    | SRCL-4827                                   |
| 33 | GOLDEN☆BEST 山口百恵 PLAYBACK MOMOE part2                       | 2002年6月19日  | 114    | MHCL-109/10                                 |
| 34 | コンプリート百恵回帰                                            | 2005年5月25日  | 161    | MHCL-10078/9                                |
| 35 | 赤いシリーズ シングル・コレクション                             | 2005年10月19日 | 237    | MHCL-638                                    |
| 36 | 山口百恵ベスト・コレクション VOL.1                              | 2007年7月20日  | -      |                                             |
| 37 | 山口百恵ベスト・コレクション VOL.2                              | 2007年7月20日  | -      |                                             |
| 38 | MOMOE PREMIUM update                                            | 2007年9月30日  | -      | DQCL-1385/6                                 |
| 39 | GOLDEN☆BEST 山口百恵 コンプリート・シングルコレクション         | 2009年8月19日  | 60     | MHCL-20053/4（完全生産限定盤） MHCL-1569/70 |
| 39 | GOLDEN☆BEST orikara 山口百恵 コンプリート・シングルコレクション | 2011年1月26日  | -      | MHCL-1845/6                                 |
| 40 | GOLDEN☆BEST 山口百恵 アルバム・セレクション                     | 2013年5月22日  | 116    | MHCL-2270/1                                 |
| 41 | ゴールデン☆アイドル 山口百恵                                    | 2015年2月11日  | 38     | MHCL-30295/8                                |
| 42 | GOLDEN☆BEST 山口百恵 日本の四季を歌う                           | 2017年5月24日  | 129    | MHCL-30456/7                                |
| 43 | GOLDEN☆BEST MOMOE DISCO ＆ SOUL                                 | 2023年11月8日  | -      | MHCL-30920                                  |

#### テープのみの企画盤
| 枚 | タイトル                                                            | 発売日         | 最高位 | 規格品番                             |
| -- | ------------------------------------------------------------------- | -------------- | ------ | ------------------------------------ |
| 1  | 山口百恵ベスト・ヒット                                              | 1974年12月10日 | 3      | SZLK-27（8トラック） SKLI-26（CT）   |
| 2  | 山口百恵のすべて                                                    | 1975年7月1日   | 4      | SZLK-42（8トラック） SKLI-42（CT）   |
| 3  | 山口百恵全曲集                                                      | 1976年4月1日   | 3      | SZLK-59（8トラック） SKLI-59（CT）   |
| 4  | 山口百恵全曲集                                                      | 1976年11月1日  | 2      | 36YH-60（8トラック） 34KH-60（CT）   |
| 5  | 山口百恵 テレビ・映画主題歌集                                       | 1976年12月5日  | -      | 24KH-93                              |
| 6  | 山口百恵ベスト・ヒット                                              | 1977年4月1日   | 1      | 28YH-108（8トラック） 25KH-108（CT） |
| 7  | 山口百恵全曲集                                                      | 1977年11月1日  | 3      | 36YH-207（8トラック） 34KH-207（CT） |
| 8  | PLAY CASSETTE SPECIAL                                               | 1978年3月1日   | 27     | 10KH-271                             |
| 9  | プレイバック 山口百恵ベスト・ヒット                                 | 1978年6月21日  | -      | 28YH-300（8トラック） 25KH-300（CT） |
| 10 | 山口百恵ヒット全曲集                                                | 1978年11月1日  | 3      | 36YH-401（8トラック） 34KH-401（CT） |
| 11 | THE BEST 山口百恵                                                   | 1979年6月21日  | -      | 28YH-551（8トラック） 25KH-551（CT） |
| 12 | 山口百恵全曲集                                                      | 1979年11月1日  | 4      | 38YH-601（8トラック） 35KH-601（CT） |
| 13 | 百恵・純愛 -映画TV主題歌・名場面集-                                 | 1980年9月21日  | 42     | 32KH-856                             |
| 14 | 山口百恵全曲集                                                      | 1980年11月1日  | 3      | 38KH-871                             |
| 15 | 山口百恵オリジナル・カラオケ                                        | 1980年11月21日 | -      | 20KH-898                             |
| 16 | 山口百恵全曲集                                                      | 1981年11月1日  | 27     | 38KH-1053                            |
| 14 | オリジナル・カラオケ全曲集1                                         | 1981年12月21日 | -      | 15YH-1118                            |
| 15 | オリジナル・カラオケ全曲集2                                         | 1981年12月21日 | -      | 15YH-1119                            |
| 16 | 百恵メモリアル VOL.1                                                | 1982年5月2日   | -      | 25KH-1141                            |
| 17 | 百恵メモリアル VOL.2                                                | 1982年5月2日   | 74     | 25KH-1142                            |
| 18 | 百恵メモリアル VOL.3                                                | 1982年5月2日   | 46     | 25KH-1143                            |
| 19 | オリジナル・カラオケ全曲集 山口百惠VOL.1                            | 1982年8月25日  | -      | 15KH-1197                            |
| 20 | オリジナル・カラオケ全曲集 山口百惠VOL.2                            | 1982年8月25日  | -      | 15KH-1198                            |
| 21 | オリジナル・カラオケ全曲集 山口百惠VOL.3                            | 1982年8月25日  | -      | 15YH-1197                            |
| 22 | オリジナル・カラオケ全曲集 山口百惠VOL.4                            | 1982年8月25日  | -      | 115YH-1198                           |
| 23 | 山口百恵全曲集                                                      | 1982年11月21日 | 31     | 38KH-1242                            |
| 24 | 百恵メモリアル VOL.4 THE MOVIE -映画・TV主題歌：名場面集-           | 1983年5月21日  | 82     | 25KH-1314                            |
| 25 | 百恵メモリアル VOL.5 THE FINAL -武道館ファイナル・コンサート名唱篇- | 1983年5月21日  | -      | 25KH-1315                            |
| 26 | BEST SELECTION                                                      | 1983年11月1日  | -      | 38KH-1382                            |
| 27 | オリジナル・カラオケ全曲集                                          | 1984年6月21日  | -      | 15KY-8027                            |
| 28 | 百恵メモリアル VOL.6 BACK-SIDE STORY                                | 1984年7月1日   | -      | 25KH-1512                            |
| 29 | BEST SELECTION                                                      | 1984年11月1日  | -      | 38KH-1601                            |
| 30 | BEST SELECTION                                                      | 1985年11月21日 | -      | 38KH-1783                            |
| 31 | 山口百恵ベスト・セレクション                                        | 1986年11月1日  | 73     | 38KH-1982                            |

### ボックス・セット
| 枚 | タイトル                               | 発売日         | 最高位 | 規格品番     |
| -- | -------------------------------------- | -------------- | ------ | ------------ |
| 1  | REBIRTH／百恵全集                      | 1984年5月21日  | -      | 00DH-84/7    |
| 2  | 山口百惠全曲集                         | 1993年11月25日 | -      |              |
| 3  | 百惠神話 ONE AND ONLY 1973-1980        | 1996年8月21日  | -      | SRCL-3631    |
| 4  | 百恵伝説II -STAR LEGEND II-            | 1999年2月27日  | 95     | SRCL-4431/5  |
| 5  | 山口百惠 女優伝説                      | 2000年10月18日 | -      | SRCL-4891/9  |
| 6  | MOMOE PREMIUM                          | 2003年6月4日   | 8      | MHCL-251/74  |
| 6  | Complete MOMOE PREMIUM                 | 2007年9月30日  | -      | DQCL-1361/84 |
| 7  | 山口百恵 22 Original Albums Collection | 2005年11月1日  | -      | DYCS-1072    |
| 8  | MOMOE LIVE PREMIUM                     | 2006年1月18日  | 36     | MHCL-731/51  |
| 9  | コンプリート百恵伝説                   | 2008年12月11日 | -      | DQCL-1471    |

### ライブ・アルバム
| 枚 | タイトル                              | 発売日         | 最高位 | 規格品番                                                |
| -- | ------------------------------------- | -------------- | ------ | ------------------------------------------------------- |
| 1  | 百恵ライブ -百恵ちゃん祭りより-       | 1975年10月1日  | 10     | SOLI-70/1                                               |
| 2  | MOMOE ON STAGE                        | 1976年10月21日 | 22     | 38AH-116/7                                              |
| 3  | MOMOE IN KOMA                         | 1977年11月1日  | 29     | 38AH-299/300（LP） 40YH-230（8トラック） 38KH-230（CT） |
| 4  | 百恵ちゃんまつり'78                   | 1978年10月21日 | 27     | 38AH-639/40（LP） 38KH-436（CT）                        |
| 5  | 山口百恵リサイタル -愛が詩にかわる時- | 1979年11月21日 | 42     | 40AH-907/8（LP） 40KH-629（CT）                         |
| 6  | 伝説から神話へ -BUDOKAN…AT LAST-      | 1980年11月19日 | 3      | 70AH-1141/3（LP） 70KH-918/9（CT）                      |

### サウンドトラック
| 枚 | タイトル                                    | 発売日         | 最高位 | 規格品番                       |
| -- | ------------------------------------------- | -------------- | ------ | ------------------------------ |
| 1  | オリジナル・サウンドトラック 伊豆の踊子     | 1975年2月21日  | 23     | SOLL-120                       |
| 2  | オリジナル・サウンドトラック 潮騒           | 1975年7月21日  | 24     | SOLL-150                       |
| 3  | オリジナル・サウンドトラック 絶唱           | 1976年2月25日  | 11     | SOLL-208                       |
| 4  | 赤い疑惑 -テレビ・ドラマ名場面集-           | 1976年4月21日  | 7      | SOLL-218                       |
| 5  | オリジナル・サウンドトラック 春琴抄         | 1977年4月21日  | 35     | 25AH-191（LP） 25KH-118（CT）  |
| 6  | オリジナル・サウンドトラック 泥だらけの純情 | 1977年9月21日  | 29     | 25AH-296（LP） 25KH-184（CT）  |
| 7  | オリジナル・サウンドトラックホワイト・ラブ  | 1979年9月1日   | 31     | 25AH-790（LP） 25KH-653（CT）  |
| 8  | オリジナル・サウンドトラック 古都           | 1980年12月21日 | -      | 27AH-1173（LP） 27KH-946（CT） |

### 映像作品
| 枚 | タイトル                                   | 発売日         | 最高位 | 規格品番                      |
| -- | ------------------------------------------ | -------------- | ------ | ----------------------------- |
| 1  | 山口百恵 激写／篠山紀信                    | 1980年7月      |        | FVLA2（VHS） FXLA2（βII）     |
| 2  | 伝説から神話 -BUDOKAN…AT LAST-             | 1980年11月19日 |        | FVLA9（VHS） FXLA9（βII）     |
| 3  | 山口百恵主演映画大全集                     | 1994年3月22日  |        | BVLL-507（LD） BVS-603（VHS） |
| 4  | ザ・ベストテン 山口百恵 完全保存版 DVD BOX | 2009年12月16日 | 7      | TCED-689                      |
| 5  | 山口百恵 in 夜のヒットスタジオ             | 2010年6月30日  | 3      | AVBD-91791/6                  |

### トリビュート・アルバム
| 枚 | タイトル                                 | 発売日        | 最高位 | 規格品番 |
| -- | ---------------------------------------- | ------------- | ------ | -------- |
| 1  | 山口百恵トリビュート Thank You For…      | 2004年5月19日 | 3      | MHCL-614 |
| 2  | 山口百恵トリビュート Thank You For…part2 | 2005年5月25日 | 6      | MHCL-538 |

### 他の歌手への提供曲の作詞
| 曲名                   | 発売   | 歌手                    | 収録アルバム                | 名義     |
| ---------------------- | ------ | ----------------------- | --------------------------- | -------- |
| Let me be lonely       | 1980年 | 三浦友和                | 『喜・怒・愛（Ki・Do・I）』 | 横須賀恵 |
| A・N・TA               | 1980年 | 三浦友和                | 『喜・怒・愛（Ki・Do・I）』 | 横須賀恵 |
| ラ・セゾン             | 1982年 | アン・ルイス            | 『LA SAISON D'AMOUR』       | 三浦百恵 |
| I LOVE YOUより愛してる | 1983年 | アン・ルイス            | 『I LOVE YOUより愛してる』  | 三浦百恵 |
| 通りすぎた風           | 1983年 | 高田みづえ              | シングル                    | 横須賀恵 |
| シンデレラ・リバティ   | 1987年 | 鈴木聖美 with Rats&Star | 『WOMAN』                   | 三浦百恵 |

## コンサート
- 百恵ちゃん祭り
  - 第1回（1975年）
  - 第2回（1976年）
  - 第3回（1977年 - 1978年）
  - 第4回（1978年）
  - 第5回（1979年）
  - 第6回（1980年）
- 山口百恵リサイタル　愛が詩にかわる時。（1979年）
- 山口百恵ファイナル（1980年）

## 出演

### 映画
| タイトル                            | 公開年月日     | 監督       | 共演者          | 原作                   | 備考                                                                     |
| ----------------------------------- | -------------- | ---------- | --------------- | ---------------------- | ------------------------------------------------------------------------ |
| としごろ                            | 1973年04月14日 | 市村泰一   | 森昌子          |                        | 和田アキ子、石川さゆり等が出演 百恵は助演                                |
| 伊豆の踊子                          | 1974年12月28日 | 西河克己   | 三浦友和        | 川端康成               | 配給収入：8億2800万円 配給順位：1975年第3位 初主演                       |
| 潮騒                                | 1975年04月26日 | 西河克己   | 三浦友和        | 三島由紀夫             | 配給収入：5億200万円 配給順位：1975年第6位                               |
| お姐ちゃんお手やわらかに!           | 1975年04月26日 | 坪島孝     | 和田アキ子      |                        | 『潮騒』の併映作、ワンカットのみ出演                                     |
| 花の高2トリオ 初恋時代              | 1975年08月02日 | 森永健次郎 | 森昌子 桜田淳子 |                        |                                                                          |
| 絶唱                                | 1975年12月20日 | 西河克己   | 三浦友和        | 大江賢次               | 配給収入：9億1800万円 配給順位：1976年第5位                              |
| エデンの海                          | 1976年04月24日 | 西河克己   | 南條豊          | 若杉慧                 | 配給収入： 配給順位：                                                    |
| 風立ちぬ                            | 1976年07月31日 | 若杉光夫   | 三浦友和        | 堀辰雄                 | 配給収入：7億9200万円 配給順位：1976年第6位                              |
| 春琴抄                              | 1976年12月25日 | 西河克己   | 三浦友和        | 谷崎潤一郎             | 配給収入：8億8400万円 配給順位：1977年第8位                              |
| 泥だらけの純情                      | 1977年07月30日 | 富本壮吉   | 三浦友和        | 藤原審爾               | 配給収入：9億8500万円 配給順位：1977年第7位                              |
| 昌子・淳子・百恵 涙の卒業式〜出発〜 | 1977年11月19日 | 根本順善   | 森昌子 桜田淳子 |                        | 花の高3トリオ卒業コンサート ライブ・ドキュメント                         |
| 霧の旗                              | 1977年12月17日 | 西河克己   | 三浦友和        | 松本清張               | 配給収入：8億8900万円 配給順位：1978年第8位                              |
| ふりむけば愛                        | 1978年07月22日 | 大林宣彦   | 三浦友和        | ジェームス三木（原案） | 配給収入：8億6100万円 配給順位：1978年第9位 サンフランシスコ・ロケ       |
| 炎の舞                              | 1978年12月16日 | 河崎義祐   | 三浦友和        | 加茂菖子『執炎』       | 配給収入：9億2000万円 配給順位：1979年第8位                              |
| ホワイト・ラブ                      | 1979年08月04日 | 小谷承靖   | 三浦友和        | 中川美知子（原案）     | 配給収入：8億6000万円 配給順位：1979年第10位 スペイン・ロケ              |
| 天使を誘惑                          | 1979年12月22日 | 藤田敏八   | 三浦友和        | 高橋三千綱             | 配給収入： 配給順位：                                                    |
| 古都                                | 1980年12月06日 | 市川崑     | 三浦友和        | 川端康成               | 配給収入：10億5000万円 配給順位：1981年第10位 引退記念作品、百恵一人二役 |

### テレビドラマ（※ゲスト出演は含む）
| タイトル                                          | 放送局     | 放映期間                        | 共演者                     | 備考                                                                                        |
| ------------------------------------------------- | ---------- | ------------------------------- | -------------------------- | ------------------------------------------------------------------------------------------- |
| 顔で笑って                                        | TBS        | 1973年10月05日 - 1974年03月29日 | 宇津井健 水谷豊            |                                                                                             |
| 銀河テレビ小説 灯のうるむ頃                       | NHK総合    | 1974年07月08日 - 07月22日       |                            |                                                                                             |
| 事件狩り                                          | TBS        | 1974年4月3日                    | 石立鉄男                   | 第1話「なぜ死を急ぐ!若者たち」※女子高校生役                                                 |
| 夜明けの刑事                                      | TBS        | 1975年4月2日 1976年8月11日      | 石立鉄男                   | 第27話「夢の新幹線殺人事件」※女子高校生役 第81話「横須賀ストーリー殺人事件」※歌手（本人）役 |
| 赤い迷路                                          | TBS        | 1974年10月04日 - 1975年03月27日 | 宇津井健 松田優作 中野良子 | 平均視聴率：18.9% 最高視聴率：22.7% 赤いシリーズ第1作目                                     |
| 赤い疑惑                                          | TBS        | 1975年10月03日 - 1976年04月16日 | 宇津井健 三浦友和          | 平均視聴率：23.4% 最高視聴率：30.9%                                                         |
| 赤い運命                                          | TBS        | 1976年04月23日 - 10月29日       | 宇津井健                   | 平均視聴率：23.6% 最高視聴率：27.7%                                                         |
| 赤い衝撃                                          | TBS        | 1976年11月05日 - 1977年05月27日 | 三浦友和                   | 平均視聴率：27.0% 最高視聴率：32.6% 赤いシリーズで初の単独主演                              |
| 赤い激流                                          | TBS        | 1977年06月03日 - 11月25日       |                            | 平均視聴率：25.5% 最高視聴率：37.2% 大沢紀子役（第1話ゲスト・特別出演）                     |
| 土曜ワイド劇場 野菊の墓                           | テレビ朝日 | 1977年07月09日                  |                            |                                                                                             |
| 東芝日曜劇場 美しい橋                             | TBS        | 1977年10月02日                  |                            | 石井ふく子プロデュース                                                                      |
| 赤い絆                                            | TBS        | 1977年12月02日 - 1978年06月09日 | 国広富之                   | 平均視聴率：29.5% 最高視聴率：32.4%                                                         |
| 風が燃えた                                        | TBS        | 1978年03月06日                  | 三浦友和                   | 日立スペシャル                                                                              |
| 人はそれをスキャンダルという                      | TBS        | 1978年11月21日 - 1979年04月17日 | 永島敏行                   |                                                                                             |
| 日本のおんなシリーズI 北国から来た女              | フジテレビ | 1979年04月25日                  |                            | 脚本: 平岩弓枝                                                                              |
| ご近所の星                                        | フジテレビ | 1979年10月13日 - 1980年03月08日 | 三浦友和                   | ゲスト主演：川本千恵（第10話） 毎朝新聞の婦人記者で、三浦友和の後輩                         |
| 土曜ナナハン学園危機一髪 もうさみしくなんかないぞ | フジテレビ | 1980年05月03日                  |                            |                                                                                             |
| 花王名人劇場 さらわれたスーパースター             | 関西テレビ | 1980年10月19日                  |                            |                                                                                             |
| 赤い死線                                          | TBS        | 1980年11月07、14日              | 三浦友和                   | 山口百恵引退記念スペシャルドラマ                                                            |

### NHK紅白歌合戦出場歴
| 年度   | 放送回 | 回 | 曲目                     | 出演順 | 対戦相手      | 備考                    |
| ------ | ------ | -- | ------------------------ | ------ | ------------- | ----------------------- |
| 1974年 | 第25回 | 初 | ひと夏の経験             | 01/25  | 西城秀樹      | 紅組トップバッター      |
| 1975年 | 第26回 | 2  | 夏ひらく青春             | 14/24  | 三橋美智也    |                         |
| 1976年 | 第27回 | 3  | 横須賀ストーリー         | 01/24  | 野口五郎      | 紅組トップバッター（2） |
| 1977年 | 第28回 | 4  | イミテイション・ゴールド | 13/24  | 加山雄三      |                         |
| 1978年 | 第29回 | 5  | プレイバックPart2        | 24/24  | 沢田研二      | 紅組トリ                |
| 1979年 | 第30回 | 6  | しなやかに歌って         | 14/23  | 沢田研二（2） |                         |

### ラジオ（※放送局はすべてニッポン放送）
| タイトル                                                               | 放送期間                |
| ---------------------------------------------------------------------- | ----------------------- |
| 山口百恵のモモモモ30分                                                 | 1974年04月 - 1975年10月 |
| 山口百恵のラブリータイム                                               | 1975年11月 - 1976年03月 |
| ねらえ!サウンドライフ 山口百恵と大石悟郎のフォーエバー・フォーク       | 1976年10月 - 1977年03月 |
| フレッシュ・サウンド大進撃 山口百恵のスーパー・ライブ・カンパニー      | 1977年10月 - 1978年03月 |
| 激突!サウンド・フィーバー 山口百恵のカラフル・ポップコーン             | 1978年10月 - 1979年03月 |
| 独占!サウンドヒーロー 山口百恵と宇崎竜童のトヨタ・ローリングタウンNo.1 | 1979年10月 - 1980年03月 |
| 山口百恵 夢のあとさき                                                  | 1980年04月 - 1980年10月 |

### CM
- 江崎グリコ
  - アーモンドチョコレート&セシルチョコレート（三浦友和と共演）
  - プリッツ（三浦友和と共演）
  - ポッキー（三浦友和と共演）
  - アイスクリーム（三浦友和と共演）
  - コロン、他商品

- 日本国有鉄道 (1978年)
- 富士ヨット学生服
- 旺文社 中一時代、参考書
- 富士フイルム
- 花王　カオーフェザークリームシャンプー、リンス
- トヨタ自動車　コルサ、ターセル（1979年）
- CASIO デジタル時計

## 書籍

### 著書
- 『蒼い時』集英社、1980年9月25日初版 / ISBN 978-4087510560、プロデューサー：残間里江子
- 三浦百惠『時間（とき）の花束 Bouquet du temps』日本ヴォーグ社、2019年7月26日初版 / ISBN 978-4529059015

### 関連書籍
- 平岡正明『文庫 山口百恵は菩薩である』講談社、1983年6月1日初版 / ISBN 978-4-06-183056-1
- 四方田犬彦『女優山口百恵』ワイズ出版、2006年6月1日初版 / ISBN 978-4-89-830198-2
- 川瀬泰雄『プレイバック 制作ディレクター回想記 音楽「山口百恵」全軌跡』学研、2011年2月25日初版 / ISBN 978-4-05-404725-9
- 中川右介『山口百恵 赤と青とイミテイション・ゴールドと』朝日新聞、2012年5月30日初版 / ISBN 978-4-02-261725-5
- 平岡正明『完全版 山口百恵は菩薩である』講談社、2015年6月9日初版 / ISBN 978-4-06-219362-7